# 德雷格山
德雷格山（英語：Mount Draeger），是南極洲的山峰，位於維多利亞地的彭內爾海岸，處於鮑爾斯山脈的波西山脈西北部，海拔高度1,690米，美國地質調查局根據測量和該國海軍的空中照片繪入地圖，現時由南極條約體系管理。